# Pierre Jean Louis Ovide Doublet
 (janvier 2012).
Pour les articles homonymes, voir Doublet.
Pierre Jean Louis Ovide Doublet, est un homme politique et un écrivain français né à Beaugency dans l'ancienne province de l'Orléanais (France) le 25 août 1749 et mort à La Valette (Malte) le 4 février 1824.

## Les premières années (1749 - 1782)
Fils de Jean Doublet, jardinier, et de Jeanne Désir, Pierre Jean Louis Ovide Doublet naît le 25 août 1749 à Beaugency dans une famille modeste, à une vingtaine de kilomètres à l'Ouest d'Orléans. Le lendemain, il est baptisé à l'église paroissiale Saint-Firmin. Élevé dans un établissement religieux, il semble alors se diriger vers la prêtrise. Dans cette perspective, il est envoyé à Rome. Mais il entre dans l'ordre de Saint-Jean de Jérusalem à Malte. Le 19 juin 1779, il entre comme soldat au régiment d'infanterie de l'ordre et il accède au grade de premier sergent en novembre 1782.

## L'ascension dans l'ordre de Saint-Jean de Jérusalem (1781 - 1798)
En 1781, il entre à la secrétairerie française du grand maître Emmanuel de Rohan-Polduc : l'ordre comprenait également deux autres secrétaireries, espagnole et italienne. Il obtient le titre de sous-secrétaire des commanderies.
Il se distingue rapidement par ses compétences et, par bulle pontificale du 6 octobre 1783, il est affilié à l'ordre en qualité de « confratello » ou « donato » (donat). Sa bulle de réception est enregistrée à la chancellerie de l'ordre le 14 octobre 1783.
L'année suivante, sur recommandation du bailli d'Almeida et de l'auditeur Bruno, il lui est proposé d'être admis au rang des chapelains conventuels. Mais les projets de mariage qu'il a déjà formés l'obligent à renoncer : les chapelains conventuels, tout comme les chevaliers, devaient obligatoirement faire vœu de chasteté. Le 19 avril 1784, bravant la volonté de sa hiérarchie et dans la quasi clandestinité, il épouse une jeune Maltaise d'origine modeste, Elisabetta Magri, surnommée Bettina.
Il accède à la fonction de chef de la secrétairerie française de l'Ordre qu'il assurera sous les règnes successifs de deux grands maîtres : celui de Rohan-Polduc qui l'avait pris sous son aile protectrice puis, à la mort de ce dernier en 1797, de son successeur Ferdinand von Hompesch zu Bolheim. Dans le cadre de ses attributions, il est notamment étroitement impliqué dans la création du grand prieuré de Russie destiné à remplacer le prieuré de Pologne après le partage de ce pays.
Dans le même temps, il est « frère » (chancelier) de la loge maçonnique de Malte de la grande loge de Londres (Loge de Saint-Jean-du-Secret-et-de-l’Harmonie). Le bailli Litta, personnage clé de la création du Grand Prieuré de Russie, est lui aussi membre de cette même loge.

## Occupation française de Malte (1798 - 1800)
En juin 1798, lorsque Bonaparte, en route pour la Campagne d'Égypte, s'empare de Malte, Doublet fait partie de la délégation qui négocie à bord de l'Orient, le navire amiral, les conditions de la reddition de l'Ordre. Il intervient en particulier lorsque la question du montant de la pension à allouer au grand maître est abordée. Il fait observer que ce montant lui parait insuffisant. Bonaparte le toise et lui rétorque sèchement qu'il n'avait qu'à s'adresser directement au Directoire.
Comme aux autres Français servant dans l'Ordre, le général en chef lui propose de le suivre en Égypte, but de cette expédition. En raison de son âge (il avait presque 50 ans) et de sa famille dont il est l'unique soutien, Doublet décline la proposition. Il s'attire pour cette raison la colère de Bonaparte qui n'apprécie guère qu'on puisse lui tenir tête. Mais peu après, le futur empereur confie néanmoins à Jean-Andoche Junot, son aide de camp, que cet homme devait avoir des qualités car, selon ses propres mots rapportés par Junot, il avait du culot[réf. nécessaire].
Durant la période d'occupation de Malte par la France de juin 1798 à septembre 1800, ses compétences sont à nouveau mises à contribution par les autorités françaises en raison de sa connaissance du terrain, de son expérience du contexte maltais et du fait qu'il était Français. C'est ainsi qu'il est nommé dès juin 1798 secrétaire général de la commission de gouvernement que Bonaparte met en place avant son départ pour administrer l'archipel. En effet, Bonaparte ne séjourne à Malte que 7 jours avant de repartir et poursuivre son expédition à la conquête de l'Égypte, laissant une garnison conséquente derrière lui sous le commandement du général Claude-Henri Belgrand de Vaubois. Plus tard, le 10 novembre 1799, Doublet accède au poste de commissaire du gouvernement en remplacement de Michel Regnaud de Saint-Jean d'Angély rappelé en France. Il conserve cette fonction jusqu'à la reddition de La Valette aux Anglais le 5 septembre 1800 malgré l'hostilité de Bosredon de Ransijat, ex-commandeur et ancien trésorier de l'ordre, président de ladite commission. Doublet établit et signe dans ce cadre de nombreux actes d'administration civile, ceux relevant de la matière militaire étant réservés au général Vaubois, chef de la garnison.
Cette période est aussi à l'origine d'un drame personnel pour Doublet. Au tout début de l'occupation, alors qu'un de ses jeunes enfants juché sur une chaise regarde par la fenêtre ouverte passer une colonne de soldats français, l'un d'eux pointe son arme sur l'enfant, le met en joue et fait mine de tirer pour l'effrayer afin de lui faire refermer la fenêtre. L'enfant prend peur, tombe de sa chaise et se fracture le crâne. Il succombe quelques jours plus tard.

### L'affaire du chiffre du grand maître
À la suite de la prise de Malte par les troupes de Bonaparte et dans la débâcle de l'Ordre qui suit, Doublet est accusé d'avoir communiqué aux occupants le code chiffré que les grands maîtres Ferdinand de Hompesch et, avant lui, Emmanuel de Rohan-Polduc utilisaient pour sécuriser leurs courriers diplomatiques. En effet, en tant qu'ordre souverain, l'ordre de Saint-Jean de Jérusalem échangeait une abondante correspondance avec les différentes cours européennes.
Ses services ayant intercepté plusieurs messages échangés notamment entre le grand maître et le tsar Paul Ier de Russie, Bonaparte exige qu'on lui remette la clé de déchiffrage afin de connaître le contenu de ces correspondances. Von Hompesch cède sans vraiment de résistance à cette demande et il charge Doublet de cette remise, en sa qualité de chef de sa secrétairerie. Celui-ci s'en acquitte à contre-cœur. Ces lettres n'apportent que peu d'informations nouvelles au général en chef, car il a lui-même des services de renseignement très efficaces. Toutefois, très jalousé par certains membres de l'Ordre, et du fait de son origine française qui le rend suspect, une rumeur charge très vite Doublet, en tant qu'homme de confiance de von Hompesch, de l'entière responsabilité d'avoir livré le chiffre à l'ennemi. Ses accusateurs n'hésitent pas à affirmer que Doublet est un traître, au mieux un agent secret à la solde de Bonaparte, introduit au sein de l'Ordre. De telles accusations se retrouvent dans le Manifeste de Saint-Pétersbourg, signé par d'anciens membres de l'Ordre ayant fait allégeance au tsar Paul Ier de Russie, et dans lequel Von Hompesch est par ailleurs traité d'incapable et de défaitiste. Elles sont aussi présentes dans une brochure partisane éditée à Saint-Pétersbourg par un ancien garde du corps du Comte d'Artois, futur Charles X.
Le tsar Paul Ier pourrait être à l'origine de ces accusations. Il a en effet été désigné protecteur de l'Ordre et, après sa dissolution à Malte, il tente de le reconstituer sur la base du prieuré de Russie et d'en prendre la tête. Après l'abdication de von Hompesch, il se fait proclamer grand maître par cette partie des membres de l'Ordre en exil qu'il avait accueillis après leur expulsion de Malte (grand maître de facto non reconnu par le pape car le tsar était marié et de religion orthodoxe).
L'ex-donat partage ces calomnies avec d'autres français dont Bosredon de Ransijat, autre renégat aux yeux des rescapés de l'Ordre.
Profondément blessé et atteint dans son honneur par toute cette cabale, d'autant plus qu'il espère toujours le relèvement de l'Ordre et son retour à Malte, Doublet ne cesse jusqu'à la fin de ses jours de clamer son innocence dans cette affaire, innocence qui est d'ailleurs attestée par plusieurs témoins directs comme Poussielgue, un proche de Bonaparte à l'époque de ces évènements.

## L'exil - épilogue (1800 - 1824)
L’Angleterre intervient et assiège l'archipel maltais mettant en place un blocus total. Après plusieurs mois d'un siège, la garnison française de La Valette se voit réduite à la plus grande famine et doit se résoudre à la reddition le 5 septembre 1800. Les Anglais expulsent de l'archipel maltais tous ceux qui avaient peu ou prou collaboré avec les Français, ou leur avaient manifesté une quelconque sympathie, voire s'en étaient passivement accommodés. Se trouvent dans le lot non seulement ceux qui avaient activement participé à l'administration civile et militaire française de l'archipel, Français et Maltais confondus, mais aussi des Français installés de longue date à Malte et qui n'avaient pas grand-chose à voir avec l'occupation et les événements qui l'avaient accompagnée, leur seul tort étant leur origine. C'est ainsi le cas de Pierre Manchin, un Français natif de Troyes dans l'Aube, installé à Malte depuis 1749, qui s'y était marié, y avait fondé une famille et s'était parfaitement intégré dans la population maltaise, et qui fut néanmoins expulsé en 1800.
C'est ainsi, qu'après un détour par les îles Baléares, Doublet est débarqué à Marseille en décembre 1800. Malgré un décret du Directoire imposant aux réfugiés maltais, s'ils souhaitent bénéficier d'une aide, de demeurer dans les départements du Var, des Bouches-du-Rhône et de Corse (départements du Liamone et du Golo), Doublet est à Paris en 1802, ainsi que Bourrienne, secrétaire particulier de Napoléon, le rapporte dans ses mémoires.
Après la Paix d'Amiens, il espère s'établir à nouveau à Malte, et il y retourne quelque temps. Mais il est une fois encore contraint de s'exiler lorsque les hostilités reprennent entre la France et l'Angleterre.
Dès lors sa vie n'est plus guère qu'un long exil. En raison de sa participation, durant l'occupation française, à la commission de gouvernement entre 1798 et 1800, il devient suspect aux yeux des autorités britanniques qui administrent désormais l'archipel maltais. Il passe neuf ou dix années à Rome, vivant de façon précaire, entrecoupées malgré tout de brefs séjours à Malte où il ne peut jamais rester très longtemps. Il s'installe finalement à Tripoli de Barbarie, appelé par son fils qui s'y est établi. Dans les derniers mois de sa vie, il est enfin autorisé à revenir se fixer à Malte, où il meurt peu de temps après son retour, le 4 février 1824.
Il existe encore aujourd'hui, à Malte, plusieurs de ses descendants. Parmi ceux-ci, certains se sont prénommés Louis-Ovide et un autre, vers la fin du XIXe siècle, Napoléon.

## Sources
- Pierre Jean Louis Ovide Doublet, Mémoires historiques sur l'invasion de Malte par une armée française, en 1798, Librairie Firmin-Didot Paris, 1883.
- M. Miège, Histoire de Malte, Bruxelles, 1841.
- Louis Antoine Fauvelet de Bourrienne, Mémoires de Napoléon.
- Clément de la Jonquière, L'expédition d'Égypte 1798-1801, (tome 5).
- Eusebe de Salles, Pérégrinations en Orient (Tome 2).
- Henri Plon, Correspondance de Napoléon 1er, 1860.
- Chevalier de M****, Révolution de Malte en 1798 : réponse au manifeste du Prieuré de Russie, 1799.
- F.A. de Cristophoro d'Avalos, Tableau historique de Malte et de ses habitants, Paris 1820.
- Louis François de Villeneuve-Bargemont, Monument des grands maîtres de l'Ordre de St Jean de Jérusalem, 1829.
- Dennis Castillo, The maltese cross : a strategic history of Malta.
- Frederick W. Ryan, House of the Temple, 2003.
- Alain Blondy, L'ordre de Malte au XVIIIe siècle. Des dernières splendeurs à la ruine, Paris, Bouchène, 2002, 523 p.  (ISBN 2-912946-41-7)